# Кубок націй з футболу 1964
Кубок націй (порт. Taça das Nações; ісп. Copa de las Naciones; англ. Nations' Cup) — міжнародний футбольний турнір, єдиний розіграш якого пройшов у Бразилії в 1964 році. В деяких джерелах називається Копа Євроамерікана (ісп. Copa Euroamericana) або Малий Кубок світу (англ. Little World Cup).

## Історія
Кубок був організований в 1964 році Конфедерацією спорту Бразилії на честь п'ятдесятиріччя цієї організації. На турнір було запрошено чотири збірні — господарка Бразилія, а також Аргентина, Англія і Португалія.
Бразильці, як господарі і чемпіони світу привезли майже найсильніший склад. Зокрема, на турнірі були чемпіони світу Жилмар, Пеле, Вава і Маріо Загалло, плюс Жулінью, який не поїхав на світовий чемпіонат через травму. Також у складі були майбутні чемпіони світу 1970 року — Жаїрзіньйо, Жерсон, Жоел Камарго, Карлос Алберто Торрес і Еркулес, а також Рілдо, майбутній учасник чемпіонату світу 1966.
У складі збірної Аргентини також було багато учасників світових першостей. Хосе Рамос Дельгадо грав у 1958 і 1966 роках, Амадео Каррісо, Альфредо Рохас і Хосе Варакка 1958, Антоніо Раттін 1962, Кармело Сімеоне, Луїс Артиме, Маріо Чальду і Ерміндо Онега зіграли через два роки в Англії, а Роберто Тельч на чемпіонаті світу 1974 року.
Португалія була, в основному, представлена командою яка через два роки виграла бронзові медалі чемпіонату світу. З 15 чоловік, які приїхали до Бразилії, 12 здобули медалі через два роки. Серед них і лідери тієї команди, Ейсебіу, Жозе Торріш, Лукаш Вісенті, Жозе Аугушту, Антоніу Сімойнш і Маріу Колуна.
Англія привезла свій найсильніший склад. Цей турнір став частиною перевірки команди, яка готувалась прийняти чемпіонат світу, який повинен був пройти в їх країні. В результаті на змаганні грали майбутні чемпіони світу 1966 року: Гордон Бенкс, Джиммі Армфілд, Джордж Коен, Боббі Мур, Рей Вілсон, Джордж Істгем, Рон Флауерс, Террі Пейн, Боббі Чарльтон, Джиммі Грівз і Роджер Гант, а також учасники попередніх світових першостей Моріс Норман і Алан Маллері, майбутній учасник чемпіонату світу 1970 року.
Турнір був виграний збірної Аргентини, яка не тільки по разу обіграла інших учасників змагання, але і не пропустила жодного м'яча. Цей титул став першим для аргентинців серед усіх міжнародних змагань, у яких брали участь європейські національні команди.

## Турнірна таблиця
| Збірна     | О | І | В | Н | П | ГЗ | ГП | РГ |
| ---------- | - | - | - | - | - | -- | -- | -- |
| Аргентина  | 6 | 3 | 3 | 0 | 0 | 6  | 0  | +6 |
| Бразилія   | 4 | 3 | 2 | 0 | 1 | 9  | 5  | +4 |
| Португалія | 1 | 3 | 0 | 1 | 2 | 2  | 7  | −5 |
| Англія     | 1 | 3 | 0 | 1 | 2 | 2  | 7  | −5 |

### Матчі
| 30 травня 1964 |

| Бразилія                                              | 5–1 | Англія    |
| ----------------------------------------------------- | --- | --------- |
| Ріналдо 35', 59' Пеле 63' Жуліо Ботельйо 68' Діас 88' |     | Грівз 49' |

| «Маракана», Ріо-де-Жанейро Глядачів: 77,000 Арбітр: П'єр Швінте (Франція) |

| 31 травня 1964 |

| Аргентина           | 2–0 | Португалія |
| ------------------- | --- | ---------- |
| Рохас 58' Рендо 89' |     |            |

| «Маракана», Ріо-де-Жанейро Глядачів: 40,000 Арбітр: Лео Горн (Нідерланди) |

| 3 червня 1964 |

| Бразилія | 0–3 | Аргентина                |
| -------- | --- | ------------------------ |
|          |     | Онега 38' Тельч 61', 89' |

| «Пакаембу», Сан-Паулу Глядачів: 60,000 Арбітр: Готтфрід Дінст (Швейцарія) |

| 4 червня 1964 |

| Англія   | 1–1 | Португалія |
| -------- | --- | ---------- |
| Гант 57' |     | Періш 40'  |

| «Пакаембу», Сан-Паулу Глядачів: 25,000 Арбітр: Армандо Маркес (Бразилія) |

| 6 червня 1964 |

| Аргентина | 1–0 | Англія |
| --------- | --- | ------ |
| Рохас 66' |     |        |

| «Маракана», Ріо-де-Жанейро Глядачів: 15,000 Арбітр: Лео Горн (Нідерланди) |

| 7 червня 1964 |

| Бразилія                                | 4–1 | Португалія |
| --------------------------------------- | --- | ---------- |
| Пеле 10' Жаїрзіньйо 21' Жерсон 76', 80' |     | Колуна 27' |

| «Маракана», Ріо-де-Жанейро Глядачів: 60,000 Арбітр: П'єр Швінте (Франція) |

## Найкращі бомбардири
| Гравець        | Країна    | Голи |
| -------------- | --------- | ---- |
| Альфредо Рохас | Аргентина | 2    |
| Жерсон         | Бразилія  | 2    |
| Пеле           | Бразилія  | 2    |
| Ріналдо        | Бразилія  | 2    |
| Роберто Тельч  | Аргентина | 2    |

## Склади команд
| Воротар         | Гордон Бенкс    | 30 грудня 1937    | Лестер Сіті             |
| Воротар         | Тоні Вейтерс    | 1 лютого 1937     | Блекпул                 |
| Захисник        | Джиммі Армфілд  | 21 вересня 1935   | Блекпул                 |
| Захисник        | Джордж Коен     | 22 жовтня 1939    | Фулгем                  |
| Захисник        | Боббі Мур       | 12 квітня 1941    | Вест Гем Юнайтед        |
| Захисник        | Моріс Норман    | 8 травня 1934     | Тоттенгем Готспур       |
| Захисник        | Боббі Томпсон   | 5 грудня 1943     | Вулвергемптон Вондерерз |
| Захисник        | Рей Вілсон      | 17 грудня 1934    | Гаддерсфілд Таун        |
| Півзахисник     | Джордж Істгем   | 23 вересня 1936   | Арсенал (Лондон)        |
| Півзахисник     | Рон Флаверс     | 12 липня 1934     | Вулвергемптон Вондерерз |
| Півзахисник     | Ґордон Майлн    | 29 березня 1937   | Ліверпуль               |
| Півзахисник     | Алан Маллері    | 23 листопада 1941 | Фулгем                  |
| Півзахисник     | Террі Пейн      | 23 березня 1939   | Саутгемптон             |
| Півзахисник     | Пітер Томпсон   | 27 листопада 1942 | Ліверпуль               |
| Нападник        | Джонні Берн     | 13 травня 1939    | Вест Гем Юнайтед        |
| Нападник        | Боббі Чарлтон   | 11 жовтня 1937    | Манчестер Юнайтед       |
| Нападник        | Джиммі Грівз    | 20 лютого 1940    | Тоттенгем Готспур       |
| Нападник        | Роджер Хант     | 20 липня 1938     | Ліверпуль               |
| Нападник        | Фред Пікерінг   | 19 січня 1941     | Евертон                 |
| Головний тренер | Головний тренер | Головний тренер   | Альф Ремзі              |

### Аргентина
| Воротар         | Амадео Каррісо            | 12 червня 1926   | Рівер Плейт        |
| Воротар         | Едільберто Рігі           | 15 липня 1936    | Банфілд            |
| Захисник        | Рубен Магдалена           | 30 березня 1942  | Бока Хуніорс       |
| Захисник        | Хосе Рамос Дельґадо       | 26 серпня 1935   | Рівер Плейт        |
| Захисник        | Кармело Сімеоне           | 22 вересня 1934  | Бока Хуніорс       |
| Захисник        | Адольфо Васкес            | 6 серпня 1936    | Банфілд            |
| Захисник        | Мігель Анхель Відаль      | 17 серпня 1934   | Уракан             |
| Захисник        | Абель В'єйтес             | 7 грудня 1942    | Архентінос Хуніорс |
| Півзахисник     | Енріке Сантьяго Фернандес | 21 березня 1944  | Рівер Плейт        |
| Півзахисник     | Хосе Месіано              | 1 травня 1942    | Архентінос Хуніорс |
| Півзахисник     | Ерміндо Онега             | 30 квітня 1940   | Рівер Плейт        |
| Півзахисник     | Антоніо Раттін            | 16 травня 1937   | Бока Хуніорс       |
| Півзахисник     | Альберто Рендо            | 3 січня 1940     | Уракан             |
| Півзахисник     | Роберто Тельч             | 6 листопада 1943 | Сан-Лоренсо        |
| Півзахисник     | Хосе Варакка              | 27 травня 1932   | Рівер Плейт        |
| Нападник        | Луїс Артіме               | 2 грудня 1938    | Рівер Плейт        |
| Нападник        | Адольфо Б'єллі            | 15 червня 1940   | Естудіантес        |
| Нападник        | Вікторіо Каса             | 28 жовтня 1943   | Сан-Лоренсо        |
| Нападник        | Маріо Чальду              | 6 червня 1941    | Банфілд            |
| Нападник        | Педро Проспітті           | 24 липня 1941    | Індепендьєнте      |
| Нападник        | Альфредо Рохас            | 20 лютого 1937   | Хімнасія і Есгріма |
| Нападник        | Даніель Віллінгтон        | 1 вересня 1942   | Велес Сарсфілд     |
| Головний тренер | Головний тренер           | Головний тренер  | Хосе Марія Мінелья |

### Бразилія
| Воротар         | Жилмар          | 22 серпня 1930    | Сантос           |
| Захисник        | Бріто           | 9 серпня 1939     | Васко да Гама    |
| Захисник        | Карлос Алберто  | 17 липня 1944     | Флуміненсе       |
| Захисник        | Жоел Камарго    | 18 вересня 1946   | Сантос           |
| Захисник        | Рілдо           | 3 січня 1942      | Ботафого         |
| Півзахисник     | Карліньйос      | 19 листопада 1937 | Фламенгу         |
| Півзахисник     | Роберто Діас    | 1 червня 1943     | Сан-Паулу        |
| Півзахисник     | Жерсон          | 11 січня 1941     | Ботафого         |
| Півзахисник     | Жаїрзіньйо      | 25 грудня 1944    | Ботафого         |
| Півзахисник     | Жуліо Ботельйо  | 25 липня 1929     | Палмейрас        |
| Нападник        | Айртон Белеза   | 19 травня 1942    | Фламенго         |
| Нападник        | Пеле            | 23 листопада 1940 | Сантос           |
| Нападник        | Ріналдо         | 19 лютого 1941    | Палмейрас        |
| Нападник        | Вава            | 12 листопада 1934 | Америка (Мехіко) |
| Нападник        | Маріо Загалло   | 9 серпня 1941     | Ботафого         |
| Головний тренер | Головний тренер | Головний тренер   | Вісенте Феола    |

### Португалія
| Воротар         | Америку Лопіш      | 6 березня 1933   | Порту              |
| Захисник        | Алешандрі Баптішта | 17 лютого 1942   | Спортінг (Лісабон) |
| Захисник        | Жозе Карлуш        | 22 вересня 1941  | Спортінг (Лісабон) |
| Захисник        | Алберту Фешта      | 21 липня 1939    | Порту              |
| Захисник        | Педру Гоміш        | 16 жовтня 1941   | Спортінг (Лісабон) |
| Півзахисник     | Жозе Аугушту       | 13 квітня 1937   | Бенфіка (Лісабон)  |
| Півзахисник     | Маріу Колуна       | 6 серпня 1935    | Бенфіка (Лісабон)  |
| Півзахисник     | Ернані             | 1 листопада 1931 | Порту              |
| Півзахисник     | Фернанду Мендеш    | 15 липня 1937    | Спортінг (Лісабон) |
| Півзахисник     | Фернанду Періш     | 18 січня 1943    | Белененсеш         |
| Півзахисник     | Куштодіу Пінту     | 9 лютого 1942    | Порту              |
| Півзахисник     | Антоніу Сімойнш    | 14 грудня 1943   | Бенфіка (Лісабон)  |
| Півзахисник     | Вісенті Лукаш      | 24 вересня 1935  | Белененсеш         |
| Нападник        | Еусебіу            | 25 грудня 1942   | Бенфіка (Лісабон)  |
| Нападник        | Жозе Торріш        | 8 вересня 1938   | Бенфіка (Лісабон)  |
| Головний тренер | Головний тренер    | Головний тренер  | Жозе Марія Антунеш |

### Арбітри
| П'єр Швінте    | 6 березня 1922 | Франція   |
| Лео Горн       | 29 серпня 1916 | {NED}}    |
| Готтфрід Дінст | 9 вересня 1919 | Швейцарія |
| Армандо Маркес | 6 лютого 1930  | Бразилія  |

## Галерея

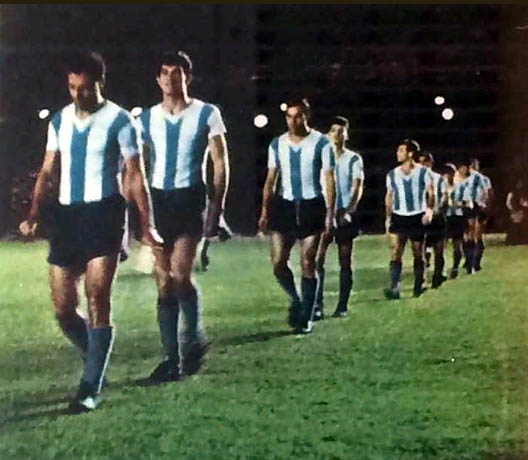
Збірна Аргентини перед грою проти Бразилії.
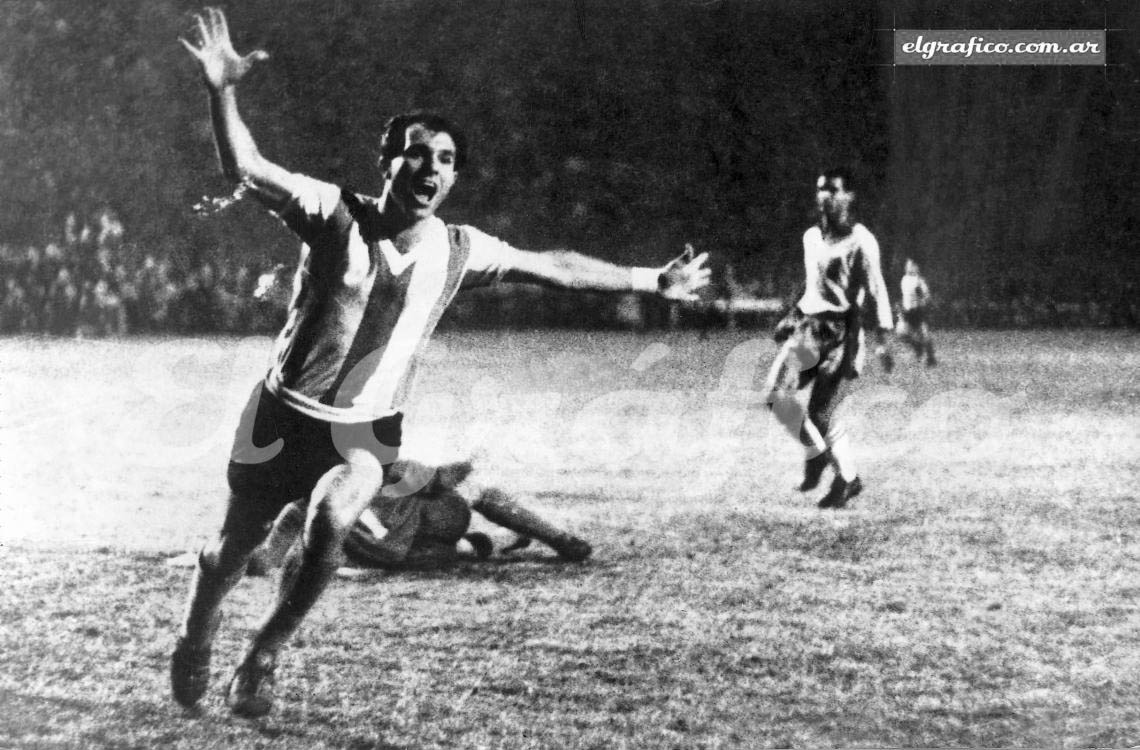
Аргентинець Ерміндо Онега святкує гол у ворота Бразилії.
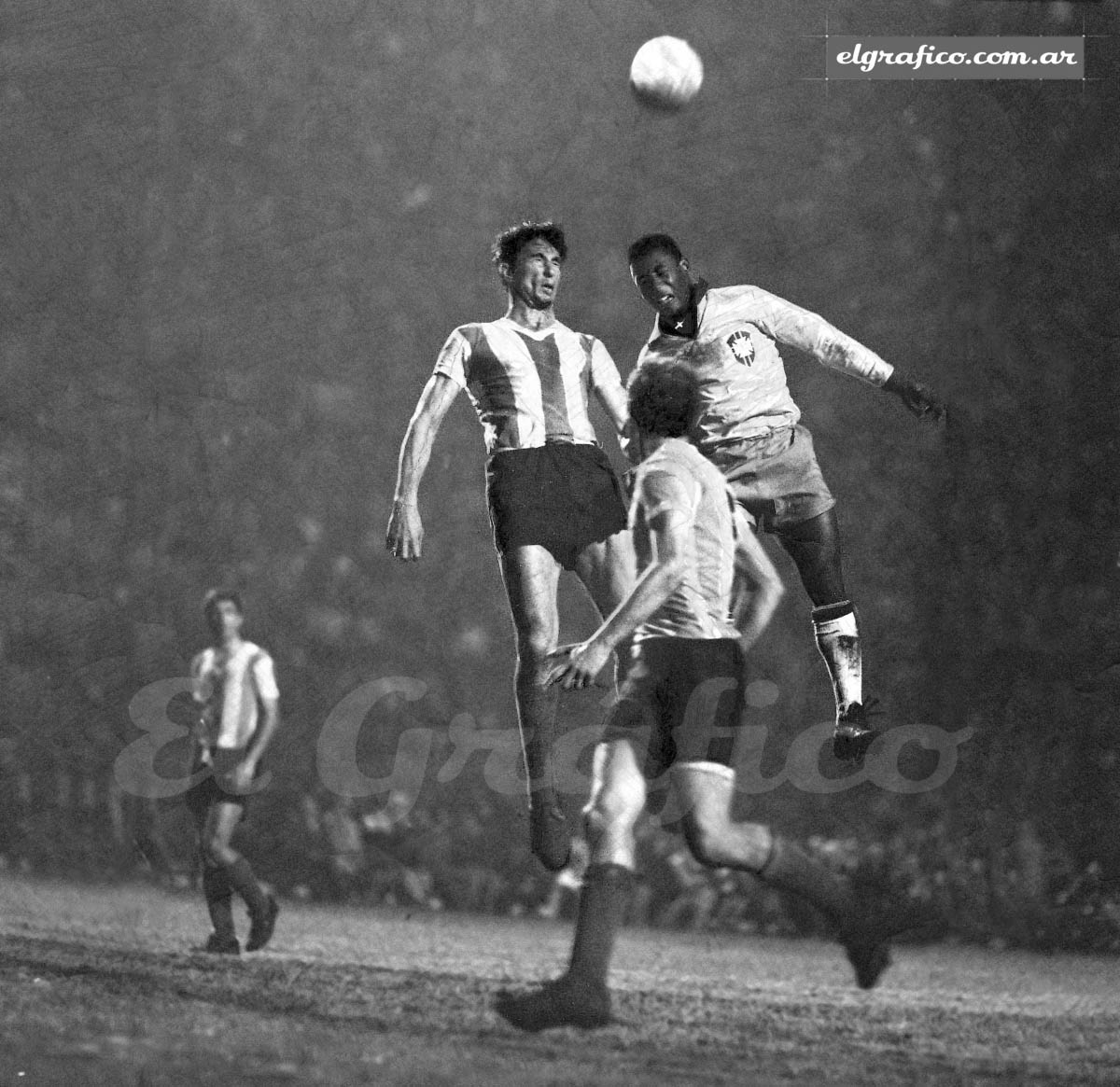
Антоніо Раттін та Пеле борються з м'яч м'яч, під час матчу Бразилія—Аргентина.
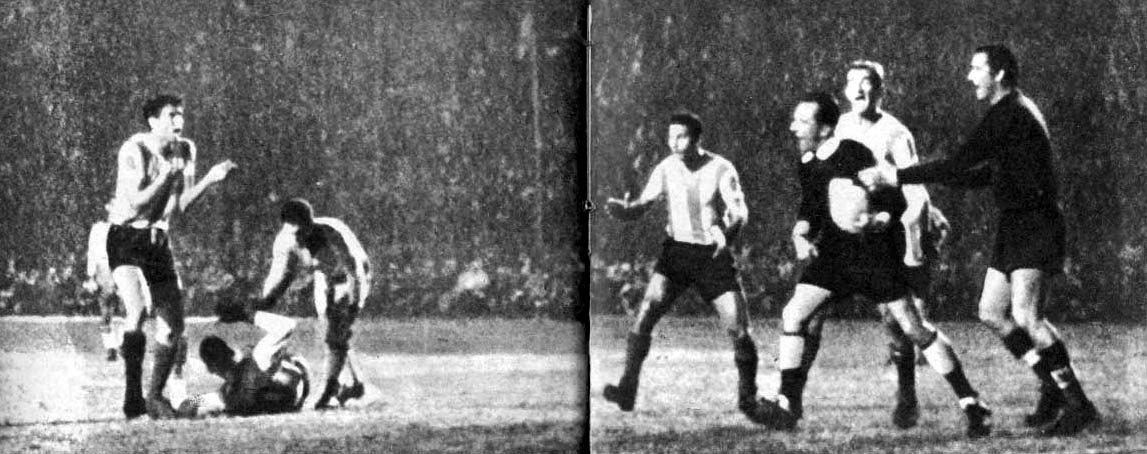
Під час матчу Аргентина—Бразилія.
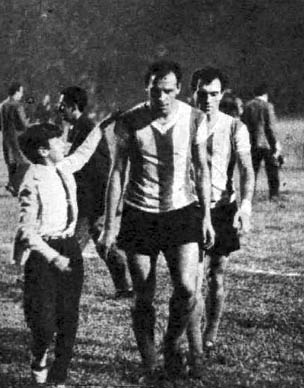
Альфредо Рохас та Ерміндо Онега після матчу проти Бразилії.
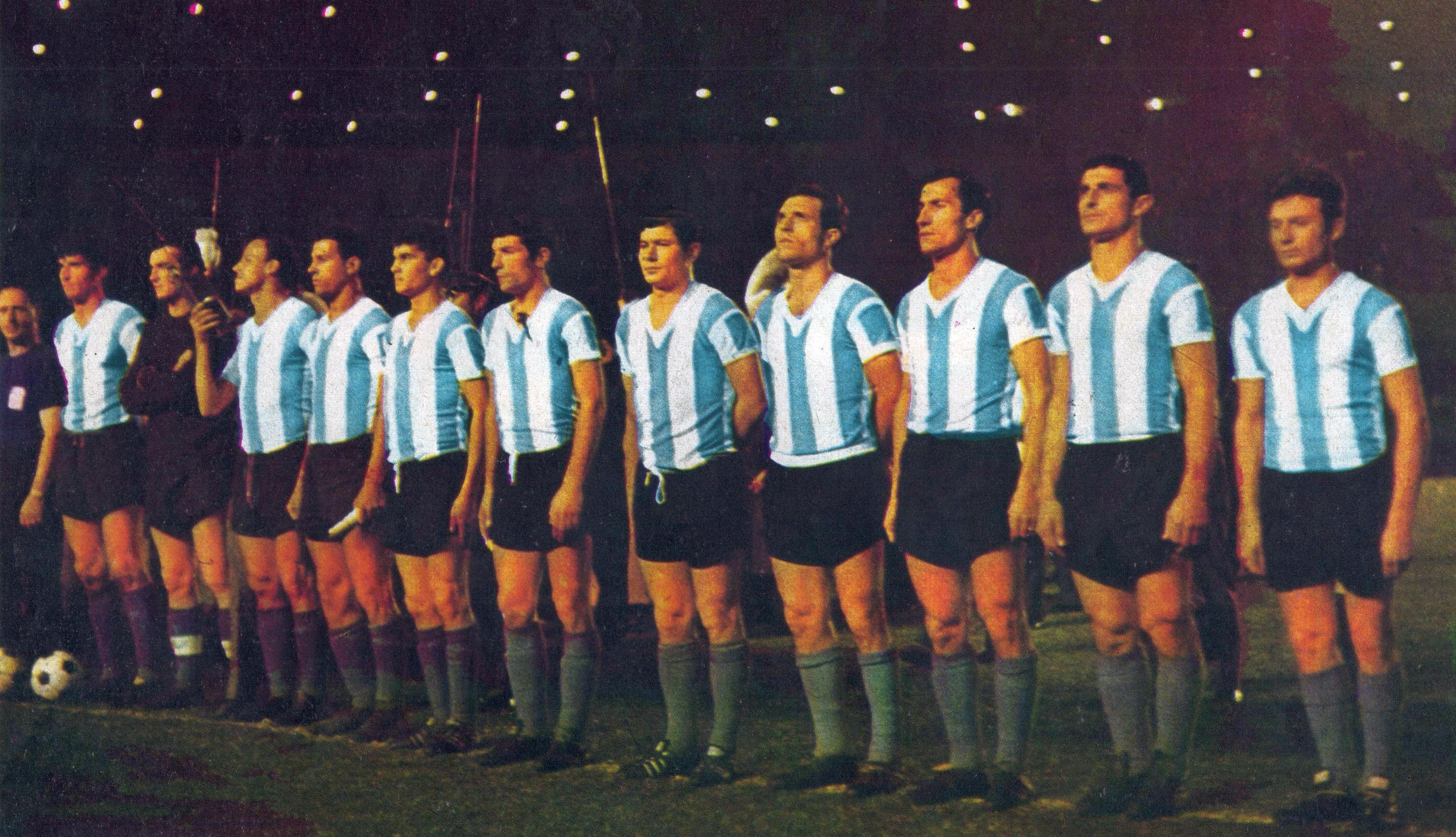
Збірна Аргентини перед грою проти Англії.
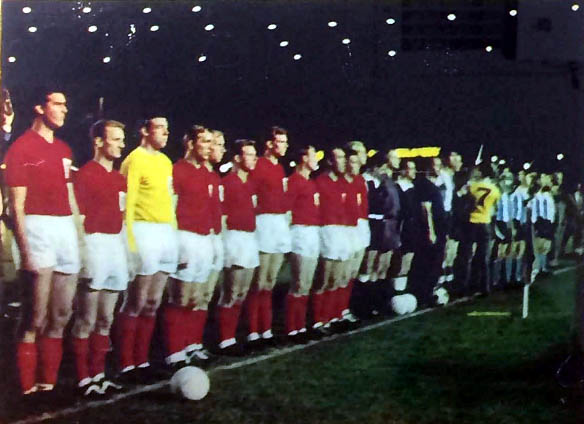
Збірна Англії перед грою проти Аргентини.
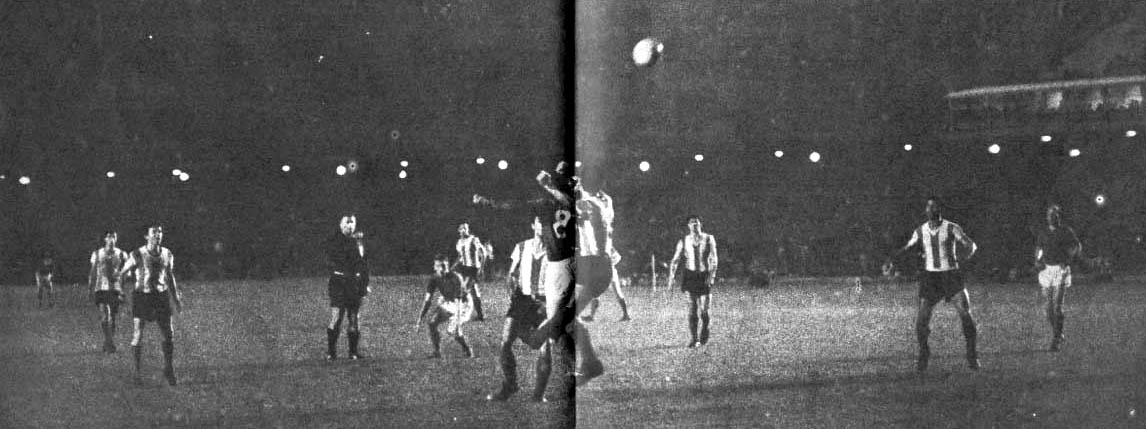
Під час матчу Аргентина—Англія.
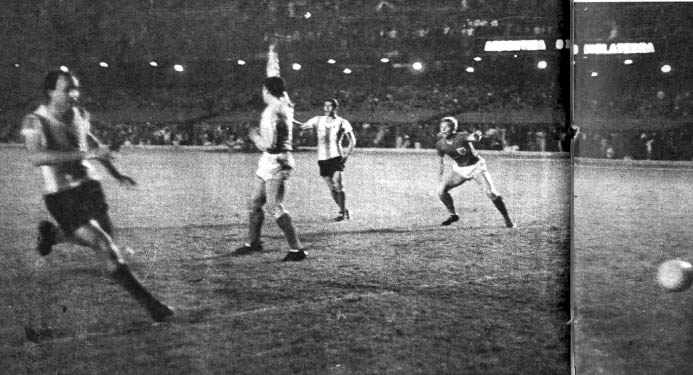
Аргентинець Альфредо Рохас забиває гол у ворота Англії.
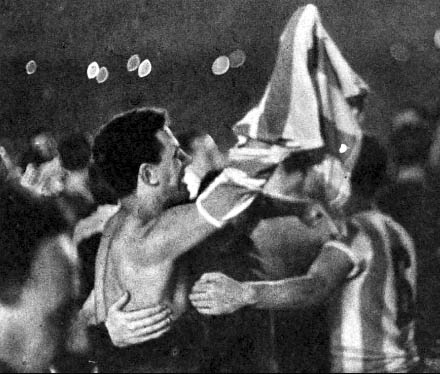
Збірна Аргентини святкує здобуття трофею.
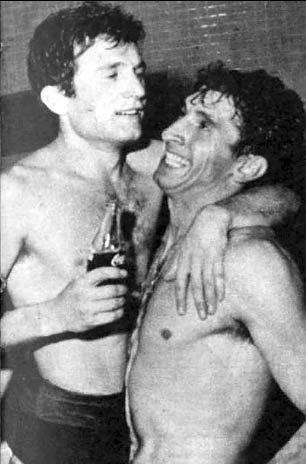
Альберто Рендо (ліворуч) та Антоніо Раттін святкують здобуття трофею.
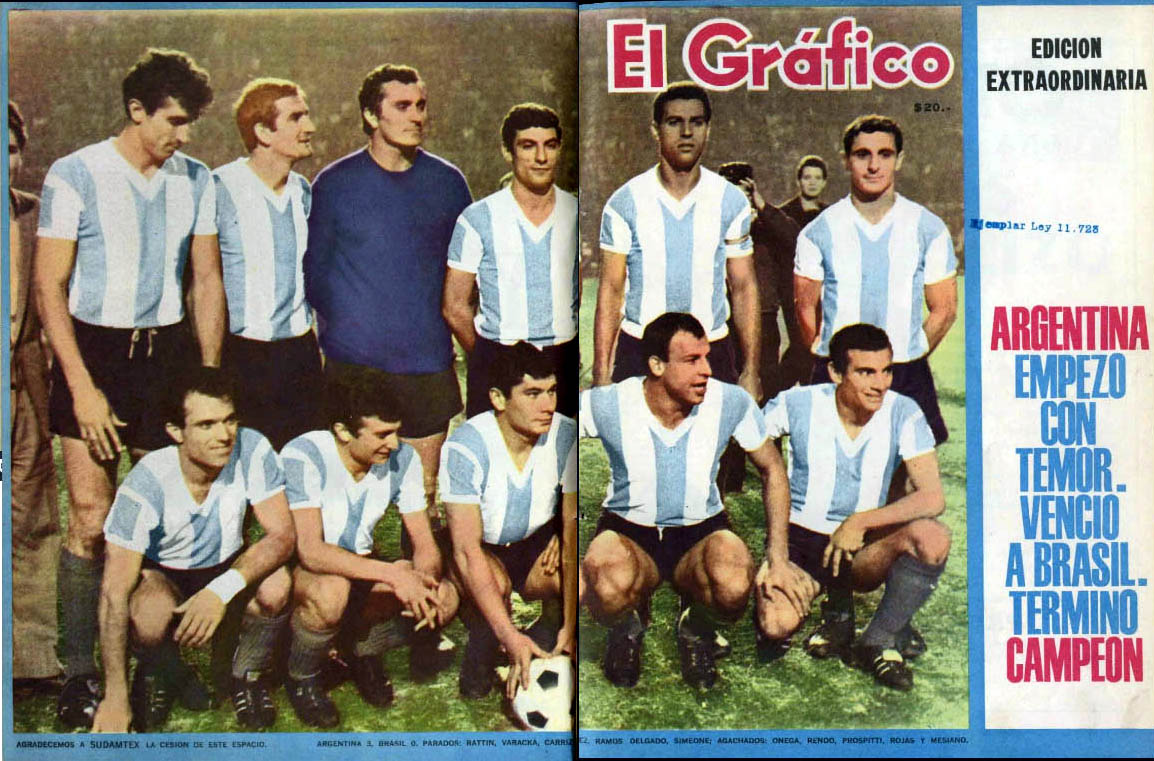
Збірна Аргентини — переможець турніру у журналі El Gráfico.